# Салют-3
Салют-3 (ОПС-2) е космическа станция от съветската програма Салют. Станцията тежаща 18,5 тона е изведена на орбита с ракета „Протон“ на 25 юни 1974 г. Това е втората военна станция тип Алмаз, която този път е изстреляна успешно, за разлика от Салют-2 (ОПС-1) преди това. Параметри на орбитата: перигей – 213 км, апогей – 253 км, наклон 51,6°.
Станцията се намира на височина от 219 до 270 km в началото, а по-късно варира от 268 до 272 km, което е окончателната височина. Станцията има два слънчеви панела прикрепени за основата и подвижен модул за връщане на материали и експерименти на Земята. Само един екипаж от трите планирани успява да се скачи със станцията и да прекара време на нея. Той е доставен с кораба Союз 14 (в състав командир полковник Павел Попович и бординженер подполковник Юрий Артюхин) на 4 юли 1974 г. За 15 дни те изпълняват програмата си.
След него трябва да пристигне Союз 15 (с екипаж командир подполковник Генадий Сарафанов и бординженер полковник-инженер Лев Дьомин) който обаче не успява да се скачи поради неизправност в системата за сближаване и стиковка „Игла“. Въпреки всичко станцията е успешна. На 23 септември възвръщаема капсула доставя на земята фотоленти и други материали. По команда от центъра за управление на полетите (ЦУП) Салют-3 навлиза обратно в атмосферата на планетата на 25 януари 1975 г.

## Мисия
Поради секретния характер на проекта има твърде малко официална информация за конструкцията, оборудването и мисията на Салют-3.
Салют-3 е първата космическа станция, която поддържа постоянна ориентация спрямо земната повърхност. За целта са подадени над 500 000 ракетни импулса от двигателите за контрол на височината.
Според постсъветски източници на борда на Салют-3 е имало голямо количество оптическо и фотографско оборудване включително фотоапарати, панорамно устройство, топографска камера, инфрачервена камера със 100 m резолюция и др. Станцията е оборудвана и с авиационно оръдие най-вероятно НР-23 за защита от евентуална атака от американската космическа совалка, която по това време е в процес на проектиране.
Салют-3 изпробва много разузнавателни сензори. На 23 септември 1974 г. подвижния модул е освободен и навлиза обратно в земната атмосфера, където е засечен и прибран от СССР.

## Полети и екипажи до станцията
| Експедиция | Екипаж                      | Дата на Изстрелване      | Излитане с | Дата на приземяване       | Приземяване с | Продължителност (в дни) | Бележки |
| ---------- | --------------------------- | ------------------------ | ---------- | ------------------------- | ------------- | ----------------------- | --- |
| Союз 14    | Юрий Артюхин, Павел Попович | 3 юли, 1974 18:51:08 UTC | Союз 14    | 19 юли, 1974 12:21:36 UTC | Союз 14       | 15,73                   | Космонавтите престояват 14 дни в станцията; предполагаеми военни действия (наблюдения над ракетни бази) и някои медицински и биологически експерименти. |
| Союз 15    | Лев Демин, Генади Сарафанов | 26 август, 1974          | Союз 15    | 28 август, 1974           | Союз 15       | 0                       | Провалено скачване със станцията |